# Christian Goux (homme politique)
Pour les articles homonymes, voir Christian Goux et Goux.
Christian Goux, né le 19 décembre 1929 à Aix-en-Provence (Bouches-du-Rhône) et mort le 31 janvier 2018 à Toulon,, est un économiste et homme politique français.

## Biographie
Ingénieur des Ponts et Chaussées, agrégé de sciences économiques, il est remarqué par François Mitterrand dont il est très proche. Christian Goux est maire de Bandol, député du Var et en 1995, candidat à la mairie de Toulon sous l’étiquette du Parti socialiste.

## Détail des fonctions et des mandats
Mandats local
- 1977 à 1983 : Maire de Bandol

Mandats parlementaires
- 21 juin 1981 - 1er avril 1986 : député de la 4e circonscription du Var
- 16 mars 1986 - 14 mai 1988 : député du Var